# Albert de Hoop
Albert de Hoop (5 september 1958) is een Nederlandse politicus van D66.

## Biografie
Voor hij burgemeester werd, was hij jarenlang actief in de gemeenteraad van Skarsterlân, eerst als raadslid, later ook als fractievoorzitter.
Op 1 juli 2006 is hij beëdigd als burgemeester van de gemeente Ameland. Voor zijn benoeming als burgemeester was De Hoop directeur Personeel & Organisatie en Communicatie bij het CJIB.
In oktober 2017 liet hij weten niet beschikbaar te zijn voor een derde termijn als burgemeester van Ameland. Zijn tweede termijn liep af op 1 juli 2018. Bij zijn afscheid werd hij benoemd tot Ridder in de Orde van Oranje-Nassau.